# Афанасово-3
Афанасово-3 — деревня в городском округе Черноголовка Московской области России.

## Население
| 1859 | 1869 | 1899 | 1926 | 2002 | 2010 | 2013 |
| ---- | ---- | ---- | ---- | ---- | ---- | ---- |
| 43   | ↘37  | ↘8   | ↗93  | ↘53  | ↗72  | ↗75  |

## География
Деревня Афанасово-3 расположена на северо-востоке Московской области, в северной части городского округа Черноголовка, у границы с Щёлковским районом, примерно в 39 км к северо-востоку от Московской кольцевой автодороги и 2,5 км к северо-западу от центра города Черноголовки, в верховье реки Черноголовки бассейна Клязьмы.
В 4,5 км южнее деревни проходит Щёлковское шоссе А103, в 6,5 км к северо-западу — Фряновское шоссе Р110, в 3,5 км к юго-западу — Московское малое кольцо А107, в 19 км к северо-востоку — Московское большое кольцо А108. Ближайшие сельские населённые пункты — село Макарово и деревня Якимово.
В деревне две улицы — Деревенская и Живописная, четыре проезда — Изумрудный, Кольцевой, Полевой и Чистопрудный, два тупика — Тенистый и Уютный, а также один переулок — Сергиевский.

## История
В «Списке населённых мест» 1862 года — казённая деревня 2-го стана Богородского уезда Московской губернии по левую сторону Стромынского тракта (из Москвы в Киржач), в 25 верстах от уездного города и становой квартиры, при колодце, с 5 дворами и 43 жителями (18 мужчин, 25 женщин).
По данным на 1869 год — деревня Ивановской волости 3-го стана Богородского уезда с 6 дворами, 6 деревянными домами и 37 жителями (15 мужчин, 22 женщины), из которых 3 грамотных. Количество земли составляло 74 десятины, в том числе 12 десятин пахотной. Имелось 4 лошади, 5 единиц рогатого и 3 единицы мелкого скота.
В 1913 году — 11 дворов.
По материалам Всесоюзной переписи населения 1926 года — деревня Якимовского сельсовета Ивановской волости Богородского уезда в 13 км от Ямкинского шоссе и 21 км от станции Богородск Нижегородской железной дороги, проживало 93 жителя (59 мужчин, 34 женщины), насчитывалось 13 хозяйств (12 крестьянских).
С 1929 года — населённый пункт Московской области в составе:
- Черноголовского сельсовета Богородского района (1929—1930)[14],
- Черноголовского сельсовета Ногинского района (1930—1963, 1965—1975)[15][16],
- Черноголовского сельсовета Орехово-Зуевского укрупнённого сельского района (1963—1965)[17],
- посёлка Черноголовка Ногинского района (административное подчинение, 1975—2005)[16],
- городского округа Черноголовка (2005 — н. в.)[18].